# Dirección de orquesta

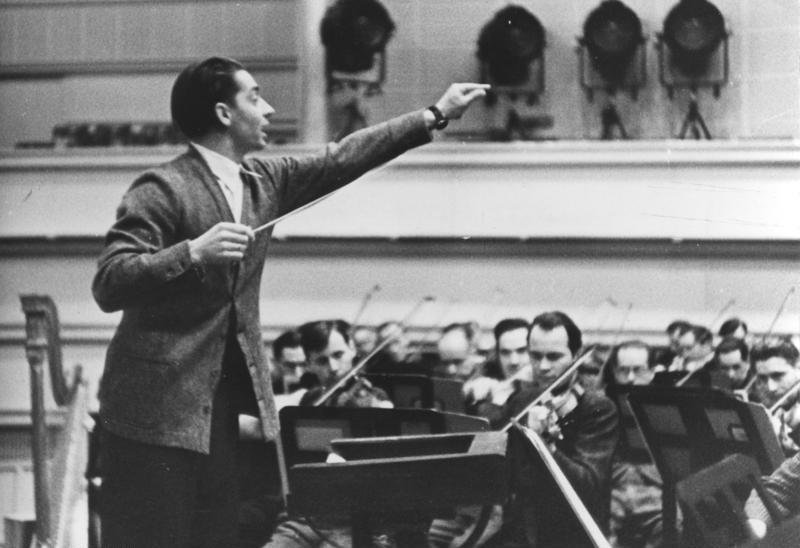
Herbert von Karajan dirigiendo la Orquesta Filarmónica de Viena en 1941.

La dirección de orquesta consiste en la aplicación de formas artísticas de determinadas técnicas gestuales, de ensayo y psicológicas para conseguir que una orquesta recree la obra de un compositor de la forma más adecuada según cada director. 
Entre compositor y director (intérprete) se da un proceso de comunicación. El compositor es el emisor del mensaje, el mensaje es la obra musical codificada en la partitura, y el receptor es el intérprete. La dificultad característica de este proceso es que la partitura no es la obra musical en sí, ni siquiera un reflejo, sino el producto de una compleja transferencia. La obra musical, un ente esencialmente dinámico que transcurre en un espacia acústico-temporal, es transferida en la partitura a un código incompleto e imperfecto de signos gráficos bidimensionales, en su gran mayoría de significación imprecisa. Con este código el intérprete llega a saber relativamente muy poco: nombres de las alturas sonoras y su duración, los instrumentos musicales que deben producirlas y, quizás, algunas relaciones morfológicas. Todo lo demás, debe ser inferido, reconstruido con base en la presencia de ambiguas indicaciones.
El producto de la labor de decodificación es, para el intérprete, la formación de un concepto de la obra elaborado a partir del texto. Es una imagen sonora ideal que el intérprete asume como creencia y deseo: cree y desea que su concepto o imagen ideal sea una réplica en todos sus detalles de la intención del autor. Se orienta entre opuestos riesgosamente facilistas: la interpretación de una letra que se sabe incompleta e imperfecta o la utilización del texto ajeno para la manifestación de la propia subjetividad.
La fidelidad de una interpretación musical no es objetivable: interpretaciones objetivamente diferentes pueden ser igualmente fieles, porque esta es más bien la consecuencia de una actitud moral del intérprete frente al autor y su obra.
Si el concepto no se ha formado a partir de la actitud moral que llamamos “fidelidad al autor y a la obra”, habrá en la propuesta del director una utilización del grupo humano al servicio de un concepto emanado de su propio subjetivismo, una imposición autocrática en vez del desarrollo de una convicción convocante.
Scarabino, Guillermo (1989). «Fundamentos éticos de la Dirección Orquestal». Temas de Dirección Orquestal. EDUCA. pp. 3-7. ISBN 9789876201971.
Los orígenes de la dirección de orquesta estriban en la conducción vocal de la Edad Media. En épocas posteriores, con la introducción de instrumentos acompañando o doblando a las voces, la posición del maestro de capilla o Kapellmeister se ve reforzada en lo personal y en lo musical, habiendo de hacer frente a una mayor polirritmia y polifonía.  Para vencer estas nuevas dificultades, se generaliza el uso de un bastón, de manera silenciosa o no, como indicación rítmica al grupo de músicos.
Es así como el compositor de la corte de Francia Jean-Baptiste Lully aplastó su pie con el bastón de director mientras dirigía un Tedéum por la recuperación de una enfermedad real.  La herida devino en gangrena, resultando en la muerte del compositor y director al cabo de varios meses.
Con el tiempo, el bastón de director se hizo más pequeño y ágil, convirtiéndose en la actual batuta.
En los siglos XVII y XVIII lo más frecuente es que fuesen los propios compositores quienes al mismo tiempo las dirigieran. Cuando esto no era posible, se recurría a un músico de la orquesta, casi siempre el concertino (Konzertmeister) o bien el realizador del bajo continuo, para que ejerciera dicha labor. Con el transcurso del tiempo, la dirección de orquesta fue especializándose técnica y artísticamente, de manera que en el siglo XIX encontramos ya a insignes directores de orquesta que únicamente se dedican a tal fin. Tradicionalmente se considera a Hans von Bülow como el primer director de orquesta especializado primordialmente como tal.
Ya en el XIX, se considera imprescindible la formación específica como director de orquesta (como remarcan Richard Wagner y Felix von Weingartner en sus escritos).
No obstante, grandes compositores subsistieron principalmente de su labor como directores de orquesta, como Hector Berlioz, Felix Mendelssohn, Ludwig Spohr, Carl Maria von Weber, Richard Wagner, Gustav Mahler y Richard Strauss.
Algunos de estos, y otros más, han dejado obras teórico-prácticas sobre la profesión de director de orquesta, como Hector Berlioz (Le Chief d'Orchestre), Richard Wagner (Über das Dirigieren), Felix von Weingartner (Über das dirigieren), Hermann Scherchen, Günther Schüller (Conducting Technique), Enrique Jordá, etc. Otros, como Sergiu Celibidache, Hans Swarowsky y Leonard Bernstein, han creado escuela técnica e interpretativa al formar alumnos como directores.

## Técnica
La constitución física de cada director de orquesta es determinante de su gesto, amén de su inteligencia, su grado de conocimiento general, su carácter y su personalidad, la relación con la orquesta y el grado de conocimiento de la obra musical concreta. No obstante, se puede resumir la labor del director de orquesta en dos apartados principales: el desarrollo recreativo (en el sentido de volver a crear), o interpretativo, y el desarrollo técnico, conveniente y necesario para llevar a cabo el primero.

### Técnicas gestuales
Consisten en la serie de movimientos físicos que han de realizarse para indicar a los miembros de la orquesta cómo han de tocar, más allá de lo meramente escrito en la partitura orquestal y en las particelle. Principalmente, estos movimientos serán de brazos, aunque en el ejercicio de la dirección de orquesta es posible y recomendable cultivar el uso de todo el cuerpo.
Los tres gestos principales de la técnica de brazos son éstas:
- Alla breve o binario:  
  - El gesto se divide en dos fases: se marca el primer pulso abajo, se sube hasta el segundo y se vuelve a bajar hasta marcar el primero del siguiente compás.

- Ternario o triángulo: 
  - El gesto se divide en pulso inicial, tramo horizontal afuera (al final del cual, se marca el segundo pulso), tramo vertical de subida desde el segundo pulso hasta el tercero, y caída hasta el pulso inicial del siguiente compás.

- Cuaternario o en la cruz: 
  - El gesto se divide en pulso inicial, tramo horizontal hacia dentro (con o sin cruce de brazos) hasta el segundo pulso, tramo horizontal hacia fuera hasta el tercer pulso, y cuarto pulso con rebote vertical hacia arriba más su posterior caída hasta el siguiente pulso inicial.

Es además reseñable el concepto de «relación de pulso», que consiste en la relación de velocidad entre el rebote en el pulso y la consiguiente subida del brazo (divisor) y la caída al pulso siguiente (dividendo), expresándose en los términos de una ecuación en que el dividendo es siempre uno. Así, en una relación de 1:1 se efectúa el rebote y el ascenso y la caída a la misma velocidad; en una relación de 1:2, la caída es al doble de velocidad que la subida (es decir, tarda 2t en subir y t en bajar, siendo t una unidad de tiempo).

### Técnicas psicológicas
Consisten en la manipulación de los músicos y del público por parte del director para así recrear las intenciones del compositor. Dependerán de la habilidad del director de orquesta como comunicador y de su disposición a la obra.

### Técnicas de ensayo
Durante el trabajo de ensayo de las obras, se emplean técnicas que constituyen la verdadera labor del director de orquesta, pues con ellas se puede profundizar en el conocimiento de la obra y en su interpretación. En general, se puede jerarquizar el trabajo de ensayo en la solución de problemas técnicos: primero, los físicos, como entonación, tempo, dinámica y articulación; después, los interpretativos, como direccionalidad, agógica, y relación entre ideas.